# Auto-assemblaggio molecolare

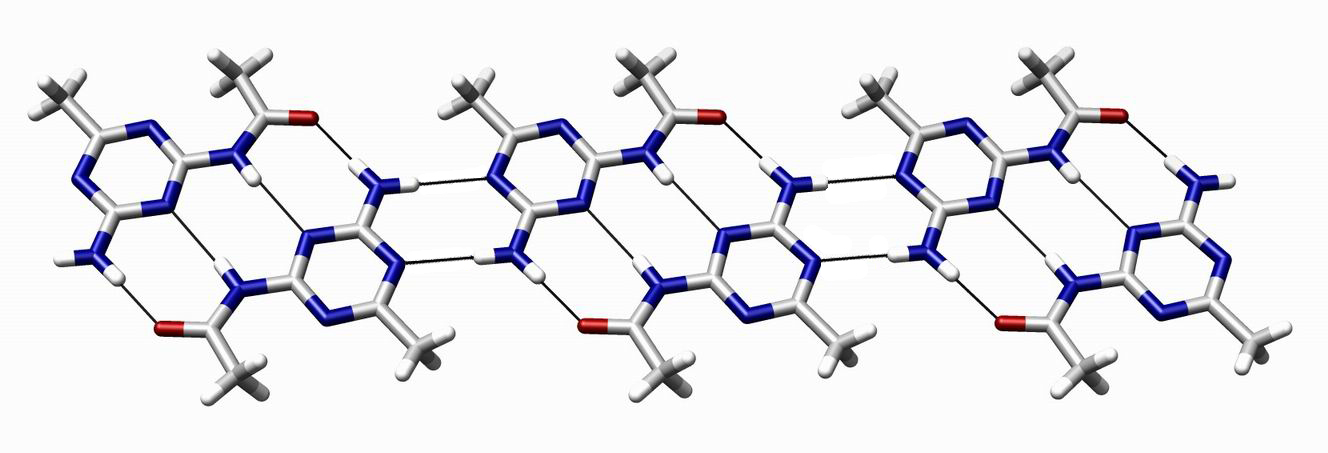
Un esempio di un auto-assemblaggio molecolare tramite legami ad idrogeno riportato da Meijer et al.

L'auto-assemblaggio molecolare è il processo tramite il quale molecole adottano un arrangiamento definito senza aiuto né assistenza esterna. Sono noti due tipi di auto-assemblaggio, intramolecolare e intermolecolare. Spesso quest'ultimo si riferisce ad auto assemblaggio intermolecolare, mentre l'analogo intramolecolare è più comunemente noto come ripiegamento.

## Sistemi supramolecolari
L'auto-assemblaggio molecolare è il concetto base nella chimica supramolecolare, che coinvolge componenti che possono andare dal macroscopico al nanoscalare, dato che l'assemblaggio è diretto da interazioni deboli e non covalenti come ad esempio legami ad idrogeno, coordinazione di metalli, forze idrofobiche, forze di Van der Waals, interazioni π-π o elettrostatiche, e infine interazioni elettromagnetiche. Affinché il processo abbia luogo, è importante che la struttura finale sia maggiormente ordinata rispetto a quella di partenza (solitamente il processo è reversibile). Esempi comuni riguardano la formazione di micelle, vescicole, fasi di cristalli liquidi, e monostrati di Langmuir di tensioattivi. i molti esempi di assemblamento supramolecolare dimostrano la possibile varietà di forme e dimensioni che si possono ottenere con l'auto-assemblaggio molecolare.
Proprio per questa caratteristica è un processo che viene sfruttato in molte branche scientifiche, come ad esempio la chimica, la biologia, la scienza dei materiali, la fisica e la nanoscienza, laddove la sintesi molecolare che porta alla formazione di legami covalenti tra atomi non dà buoni risultati, oppure è lenta e complessa.
Con l'auto-assemblaggio molecolare è stato possibile l'assemblaggio di intriganti topologie molecolari. Tre macrocicli intrecciati l'un l'altro, in modo che la rottura di uno di essi risulti in due liberi macrocicli, formano un anello di Borromeo molecolare. Molecole di DNA o macrocicli organici sono stati usati per preparare questo analogo molecolare che sono i più piccoli esempi di anello di Borromeo.

## Sistemi biologici
L'auto-assemblaggio molecolare è cruciale per le funzioni cellulari. Si riscontra auto-assemblaggio nelle membrane cellulari formate da lipidi, nella formazione a doppia elica del DNA attraverso di legami ad idrogeno dei due filamenti di basi, nell'ripiegamento proteico per formare la propria struttura terziaria e nell'interazioni per dar forma alla struttura quaternaria. L'importanza di questo fenomeno è sottolineato da varie malattie come nel caso in cui un incorretto ripiegamento di proteine in fibre amiloidi insolubili è responsabile di infezioni tipo prione in malattie neodegenerative.

## Nanotecnologia

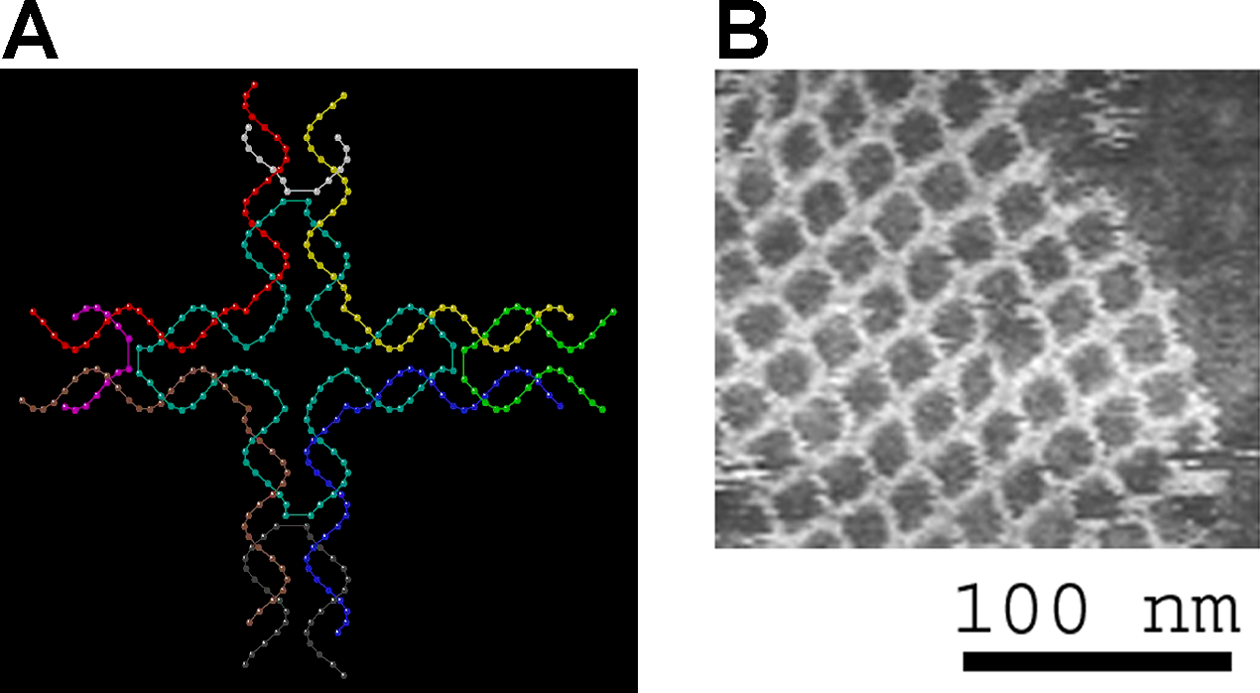
A sinistra particolare struttura di DNA che si auto-assembla in strutture supramolecolari visualizzate a destra per mezzo di microscopio a forza atomica. Immagine da Strong (2004)

L'auto-assemblaggio molecolare è un importante aspetto di approcci bottom-up di nanotecnologia. Usando tale fenomeno la struttura finale è programmata nella forma e funzionalizzazione delle molecole. L'auto-assemblaggio è alla base di tecniche bottom-up al contrario di tecniche top-down come litografia dove la struttura desiderata è ricavata da più grossi blocchi di materia. 

### Nanotecnologia del DNA
La nanotecnologia del DNA è un'area di attuale forte ricerca che combina approcci bottom-up, auto-assemblaggio per obiettivi di nanotecnologia con le proprietà di riconoscimento molecolare dell'acido desossiribonucleico (DNA) e altri acidi nucleici per creare complessi ramificati auto-assemblati di adenosina di nucleotide con utili proprietà.. L'DNA è così usato come materiale strutturale piuttosto che come un trasportatore biologico di informazioni, come in strutture lattice bi-dimensionali periodiche e tri-dimensionali a forma di poliedri (con metodi basati su piastrellatura molecolare e usando DNA origami).  Queste strutture acido desossiribonucleiche sono state usate come sagomare l'assemblaggio di altre molecolare come nanoparticelle di oro e proteine streptavidina.